# Килачёвское
Килачёвское — село в Ирбитском муниципальном образовании Свердловской области России.

## Географическое положение
Село Килачёвское расположено при впадении реки Ляги в реку Ирбит. Село находится в 44 километрах к юго-западу от города Ирбита и в 197 километрах от Екатеринбурга. Почва села и окрестностей чернозёмная, частично суглинистая.
В двух километрах на восток проходит региональная автодорога 65К-1301000 Камышлов — Ирбит— Туринск — Тавда. В селе расположен ботанический памятник природы Килачевский сквер Победы, где в 1970 году были высажены чистые культуры сосны, выполняющие эстетическую и полезащитную функции. Сквер и водоохранная зона реки Ирбит является местом отдыха сельчан.

## История
Предание говорит, что своё название село получило от основателя некоего Килача. 
В 1887 году на Урало-Сибирской выставке высокую оценку получили местные верёвочно-канатные изделия из конопли.
Главным занятием сельчан было земледелие, подспорьем в начале XX века была выделка верёвок из конопли и извоз. Из деревень в состав прихода входили деревня Фомина в 1 версте и деревня Фролова в 3 верстах. В 1900 году в селе существовало земское начальное народное училище.
В советское время выращенный на местных полях картофель поставлялся в соседние области, а также в Среднюю Азию. 
В 1977 году к селу была присоединена слившаяся с ним деревня Заляга, находившаяся за рекой Лягой.

## Население
В 1900 году в селе проживали 951 мужчина и 1019 женщин. Все русские, православные.
| 2002 | 2010  | 2021 |
| ---- | ----- | ---- |
| 1154 | ↘1111 | ↘922 |

## Церковь в честь Введения в храм Пресвятой Богородицы
В 1878 году в честь Введения во храм Пресвятой Богородицы была освящена каменная однопрестольная церковь. Она была построена на средства прихожан и на доброхотные пожертвования, полученные через сборщиков. Для помещения причта на общественные средства были построены дома. Церковь была закрыта в 1935 году, полуразрушена.
Часть здания, которая служила основанием колокольни, восстановлена, в ней проводятся службы. На стенах и в алтаре имеются до сих пор росписи в разной степени сохранности.